# John Abernethy (Mediziner)

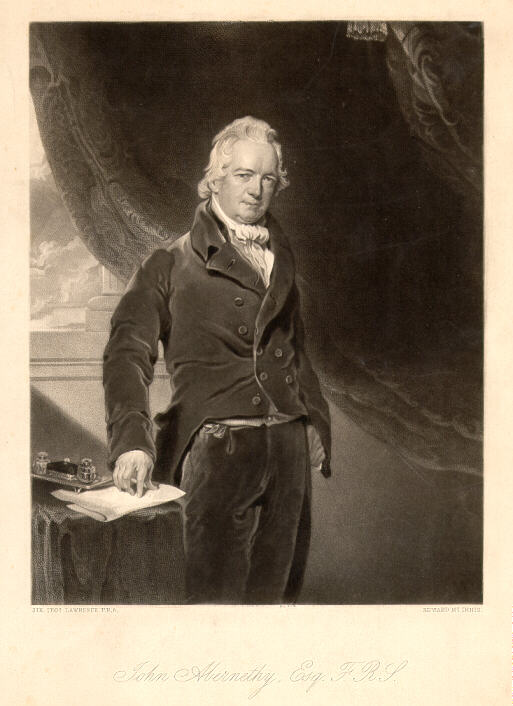
John Abernethy

John Abernethy (* 3. April 1764 in London; † 28. April 1831 in Enfield) war ein englischer Chirurg und Anatom.

## Leben und Wirken
Er begann seine Ausbildung mit 15 Jahren im Londoner St Bartholomew’s Hospital bei Sir Charles Blicke (1745–1815). 1787 wurde er Assistenzarzt seines Lehrers und begann auch bald selbst Vorlesungen zu geben, die sich bald großen Publikumszuspruchs erfreuten. 1813 wurde er Arzt am Christas Hospital, wo er bis 1828 blieb. Ab 1814 erhielt er eine Professur für Anatomie und Chirurgie am Royal College of Surgeon. Er galt als ausgezeichneter Arzt und Praktiker und wurde außerordentlich populär trotz oder vielleicht wegen seiner Neigung zur Exzentrizität. So galt er insbesondere als recht grob und direkt im Umgang, oft nicht nur mit seinen Patienten. Eine ganze Reihe von Anekdoten dazu sind überliefert. So soll er folgendermaßen um die Hand seiner späteren Ehefrau, der Tochter einer verstorbenen Patientin, angehalten haben: „Ich habe gesehen, mit welcher Hingabe Sie Ihre Mutter versorgt haben. Ich brauche eine Frau und ich denke Sie wären die passende Person. Ich bin ziemlich beschäftigt und habe weder Zeit noch Muße, jemandem den Hof zu machen. Überlegen Sie sich den Vorschlag bis Montag.“ (nach Samuel D. Gross).
1796 wurde er als Mitglied („Fellow“) in die Royal Society gewählt.